# Vastseliina
Vastseliina (em estoniano:  Vastseliina vald) é um município rural estoniano localizado na região de Võrumaa.